# Friedrich Herneck
Friedrich Herneck (* 16. Februar 1909 in Brüx, Österreich-Ungarn; † 18. September 1993 in Berlin) war ein deutscher Wissenschaftshistoriker, der vor allem durch seine Forschungen zur Geschichte der Naturwissenschaften und seine biografischen Beiträge zu Ernst Mach und Albert Einstein bekannt wurde.

## Leben und Wirken
Friedrich Herneck legte 1928 sein Abitur ab und studierte anschließend Naturwissenschaften und Philosophie an der Deutschen Universität Prag. Von 1934 bis 1938 arbeitete er freiberuflich an Theatern. Am 5. Mai 1940 beantragte er die Aufnahme in die NSDAP und wurde zum 1. November desselben Jahres aufgenommen (Mitgliedsnummer 8.092.227). 1941 wurde er an der Universität Erlangen mit der Arbeit Die deutsche Bühnenlautung der letzten fünfzig Jahre, ermittelt aus Schallplattenaufnahmen bedeutender Bühnensprecher zum Dr. phil. promoviert.
Nach dem Zweiten Weltkrieg war er von 1946 bis 1952 Lehrer an der Landesparteischule der SED Brandenburg und von 1952 bis 1954 Dozent für Dialektischen Materialismus an der Pädagogischen Hochschule „Karl Liebknecht“ Potsdam. Ab 1954 lehrte er an der Humboldt-Universität zu Berlin, wo er 1958 unter dem Vorwurf des Revisionismus entlassen wurde. Grund waren seine Arbeiten zu dem Chemiker Wilhelm Ostwald und zu Ernst Mach sowie seine Unterstützung der Positionen von Robert Havemann. Die Entlassung wurde jedoch zurückgenommen und in einen Entzug der Lehrbefugnis umgewandelt. 1961 habilitierte er sich mit der Arbeit Der Chemiker Wilhelm Ostwald und sein Kampf um die Verbreitung eines naturwissenschaftlich begründeten Weltbildes. Ab 1964 konnte er seine Lehrtätigkeit als Dozent wieder aufnehmen. 1967 wurde er zum Professor für Geschichte der Naturwissenschaften berufen. 1974 wurde er emeritiert.

## Schriften
- Albert Einstein. Buchverlag Der Morgen Berlin 1963. 3. Auflage 1967. Von 1974 bis 1986 sieben Auflagen bei Teubner, Leipzig. Mehrere fremdsprachige Ausgaben (1966 Moskau, 1966 Ljubljana, 1968 Riga, 1969 Bratislava).
- Bahnbrecher des Atomzeitalters. Buchverlag Der Morgen, Berlin 1965. 7. Auflage 1975.
- Die Rektoren der Humboldt-Universität zu Berlin. Niemeyer, Halle (Saale) 1966.
- Manfred von Ardenne. Union Verlag, Berlin 1971. 2. Auflage 1972.
- Abenteuer der Erkenntnis. Buchverlag Der Morgen, Berlin 1973.
- Einstein und sein Weltbild. Buchverlag Der Morgen, Berlin 1976.
- Einstein und die Atombombe. Archenhold-Sternwarte, Berlin-Treptow 1976.
- Einstein privat. Buchverlag Der Morgen, Berlin 1978. 4. Auflage 1990.
- Max von Laue. Teubner, Leipzig 1979.
- Die heilige Neugier. Erinnerungen, Bildnisse, Aufsätze zur Geschichte der Naturwissenschaften. Buchverlag Der Morgen, Berlin 1983. 2. Auflage 1989.
- Wissenschaftsgeschichte. Akademie-Verlag, Berlin 1984.
- Hermann Wilhelm Vogel. Teubner, Leipzig 1984.
- Drei bedeutende Naturforscher der Berliner Universität. Emil du Bois-Reymond, Hermann von Helmholtz, Emil Fischer. Humboldt-Universität, Berlin 1989.

Herausgaben
- mit Willi Göber: Forschen und Wirken. Festschrift zur 150-Jahr-Feier der Humboldt-Universität zu Berlin. 1810–1960. 3 Bände. Deutscher Verlag der Wissenschaften, Berlin 1960.
- Wissenschaft contra Gottesglauben. Aus den atheistischen Schriften von Wilhelm Ostwald. Urania, Leipzig, Jena 1960.
- mit Otto Finger: Von Liebig zu Laue. Ethos und Weltbild grosser deutscher Naturforscher und Ärzte. Deutscher Verlag der Wissenschaften, Berlin 1963. 2. Auflage 1963.

## Ehrungen
- Dieter Schulze (Hrsg.): Wissenschaftshistorisches Kolloquium anlässlich des 75. Geburtstages von Prof. em. Dr. habil. Friedrich Herneck. Wissenschaftshistorisches Kolloquium. Sektion Wissenschaftstheorie und -organisation der Humboldt-Universität zu Berlin, 1984.
- Friedrich Herneck zum Gedenken. In: Zeitschrift für Geschichte der Wissenschaften, Technik und Medizin. Volume 2, Number 1, 1994, ISSN 0036-6978, S. 183–184.
- Dieter Hoffmann: Friedrich Herneck (1909–1993). Über Schwierigkeiten beim Schreiben von Wahrheit. In: Nachrichtenblatt der Deutschen Gesellschaft für Geschichte der Medizin, Naturwissenschaft und Technik e. V. Volume 46, Number 3, 1996, S. 116–126.